# 유키지루시 유업

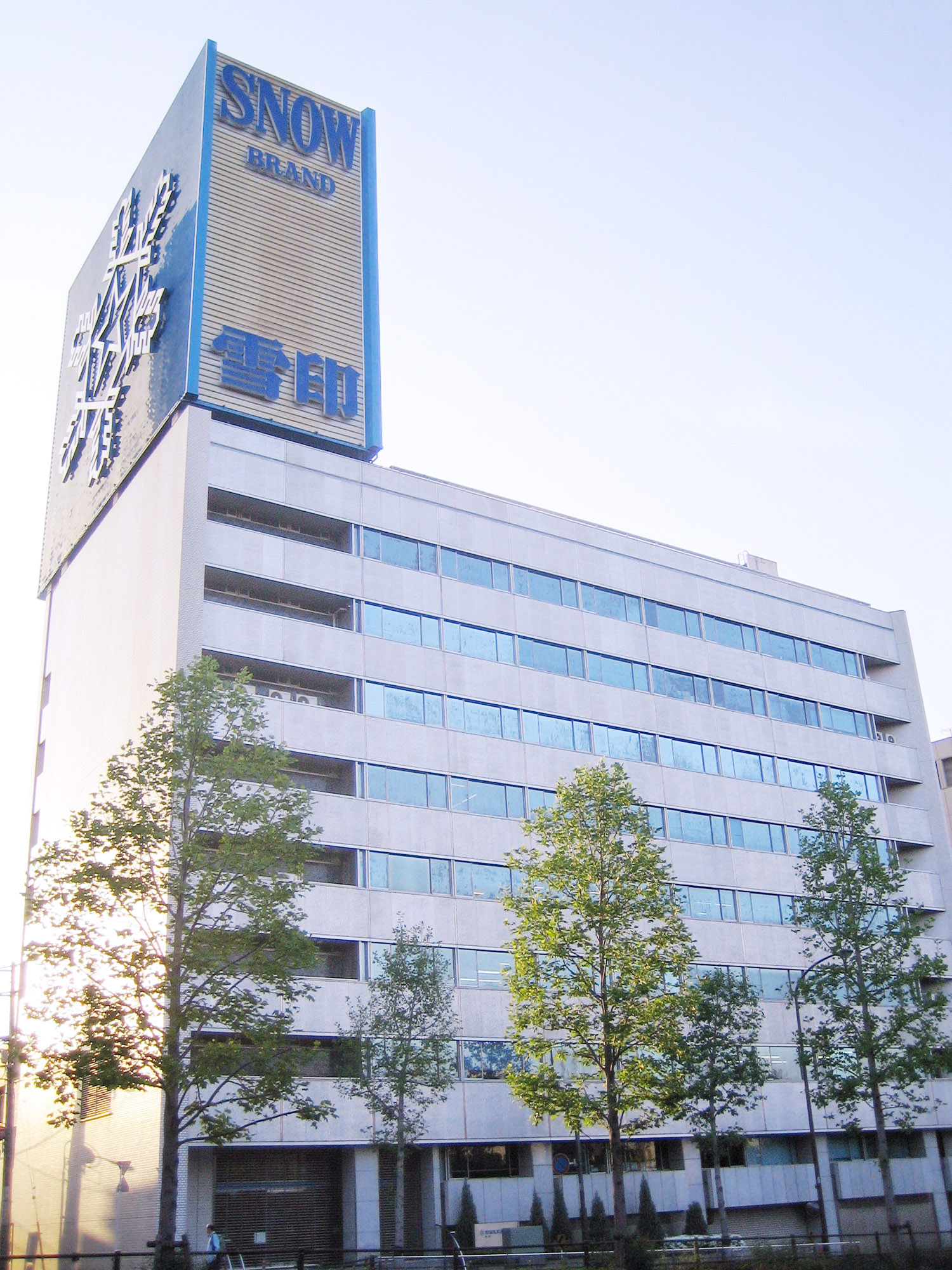
유키지루시 유업 본사는 도쿄 신주쿠구에 위치하여 있다.

유키지루시 유업(雪印乳業株式会社, 도쿄: 2262})은 일본 최대의 유가공 제조 회사 가운데 하나이다.
이 기업은 현재 모기업 "메그밀크"라는 자사 상표로 제품을 판매하고 있다.

## 역사
모기업 "유키지루시 메그밀크"는 1925년에 설립되었으나 유키지루시 유업은 1950년 6월 10일에 설립되었다.
1955년 3월 1일 유키지루시 유업 야구모 공장의 일시적인 정전으로 인하여 도쿄의 아홉 개 초등학교에서 9백 명이 넘는 학생들이 식중독에 걸렸다. 당시 CEO인 미쓰기 사토는 제품 회수를 명령하고 모든 판매를 중지한 뒤 품질을 기업의 핵심 이념으로 삼았다. 일본에서 가장 신뢰받는 이름의 하나로 되어 2000년 이 회사는 일본 최대의 우유와 유제품 생산 업체가 되었다.
그러나 2000년 6월 27일 이후로 14,000명이 넘는 사람들이 이 기업의 썩은 우유를 마시고 병에 걸렸는데 일본 최악의 가장 이례적인 식중독 사례가 되었다. 이 회사는 제품 회수가 늦어지면서 비판을 받았다.